# 手太阴肺经
手太陰肺經（LU，Lung Meridian of Hand-Taiyin）是一條經脈，十二正经之一，与手陽明大腸經相表里。
根據《靈樞·經脈》，其循行如下：肺手太陰之脈，起於中焦，下絡大腸，還循胃口，上膈屬肺。從肺系，橫出腋下，下循臑內，行少陰、心主之前，下肘中，循臂內上骨下廉，入寸口，上魚，循魚際，出大指之端。其支者，從腕後直出次指內廉，出其端。

## 腧穴
手太陰肺經共有11個腧穴。《靈樞·本輸》：肺出於少商，少商者，手大指端內側也，為井木。溜於魚際，魚際者，手魚也，為滎。注於太淵，太淵，魚後一寸陷者中也，為俞。行於經渠，經渠，寸口中也，動而不居，為經。入於尺澤，尺澤，肘中之動脈也，為合，手太陰經也。

## 手太陰肺經口訣
手太陰肺十一穴，中府雲門天府訣，

俠白尺澤孔最存，列缺經渠太淵涉，

魚際少商如韭葉，左右二十二孔穴。

流注線：此一經起於中府，終于少商

## 腧穴
1. 中府（LU1） 肺募穴
2. 雲門（LU2）
3. 天府（LU3）
4. 俠白（LU4）
5. 尺澤（LU5） 合穴為水
6. 孔最（LU6） 郄穴
7. 列缺（LU7） 絡穴，八脈交會穴，通於任脈
8. 經渠（LU8） 經穴為金
9. 太淵（LU9） 輸、原穴為土
10. 魚際（LU10） 滎穴為火
11. 少商（LU11） 井穴為木